# Tiger-Heli
Tiger-Heli (タイガー・ヘリ?) är ett shoot 'em up-spel från 1985, utvecklat av Toaplan och utgivet av Taito som arkadspel.

## Handling
Spelaren styr en helikopter

### Fotnoter
1. 1 2 3  ”Tiger-Heli”. NES DB. 28 februari 1986. Arkiverad från originalet den 27 april 2014. https://web.archive.org/web/20140427204531/http://www.nesdb.se/game_more.php?id=1479&rid=3. Läst 27 april 2014.